# Santa Cruz Verapaz
Santa Cruz Verapaz é uma cidade da Guatemala do departamento de Alta Verapaz.